# 대왕
대왕(大王, Great King)은 여러 왕들 사이에서 높은 지위를 지니거나 위대한 업적을 남긴 군주에게 붙이는 칭호이다.

## 정의

### 군주 칭호로서의 대왕
단순한 군주 칭호로서의 대왕은 대부분 페르시아어로 왕중왕을 의미하는 샤한샤와 관련이 있는데, 아케메네스 제국의 군주들과 제국의 후계를 자처하던 군주들의 칭호로 채택된 반면에 상급왕은 그리스, 잉글랜드, 아일랜드에서 각각 바실레우스 톤 바실레온, 브레트왈다, 아르드리라는 칭호로 사용되었다.
기원전 2000년 근동에는 외교적으로 서로를 동등하게 인정하는 방법으로 이러한 칭호를 강대국 간에 호혜적으로 사용하는 전통이 존재했다. 다른 왕에게 복종하지 않고 적의 존경을 받을 만큼 강력한 국가의 왕만이 "대왕"이라는 칭호를 사용할 수 있었다. 이집트, 얌하드, 히타이트, 바빌로니아, 미탄니, 아시리아, 미케네의 왕들은 이러한 칭호를 사용하는 서로를 형제라고 부르며 종종 결혼과 잦은 선물 교환을 통해 친밀한 관계를 맺었다. 이 통치자들 사이에 교환된 편지들 중 몇몇은 특히 아마르나와 히타이트 기록 보관소에서 회수되어 이러한 외교에 대한 세부적인 정보들을 제공하고 있다.
인도 아대륙에서 대왕에 해당하는 칭호인 마하라자의 경우 원래 굽타 왕국 같은 지역 패권국들에서 사용되었는데, 점차 지역 패권국의 여부와는 관계없이 여러 왕국의 군주들이 마하라자를 칭호로 채택하자 마하라자는 점차 대왕을 의미하는 칭호에서 단순히 왕을 의미하는 칭호로 위상이 낮아지는 칭호의 인플레이션 현상이 일어났으며, 이는 마하라자 중의 마하라자라는 의미를 지닌 마하라자디라자와 같이 마하라자보다 더 높고 독보적인 위상을 지닌 새로운 칭호들이 출현하는 결과를 가져왔다. 또한 마하라자디자라는 왕중왕이나 황제와 유사한 의미를 지닌 "최상위" 칭호의 한 사례이기도 하다.
한자 문화권의 경우에도 대부분의 왕에게 대왕이라 시호 혹은 존칭을 붙여 부르는 전통이 있었는데, 대표적으로 고려와 조선은 거의 모든 군주의 공식 시호가 대왕이었으며, 일본의 전신인 고대 국가 야마토 왕권 역시 대왕(大王)을 공식적인 군주 칭호로 사용하였다.
여러 다양한 군주 칭호들을 렌더링하기 위해 왕과 그에 상응하는 칭호를 사용하는 기존의 관례에서 알 수 있듯이, 거의 동등한 지위를 지닌 칭호들이 많이 있으며, 각 문화권의 칭호들은 해당 문화권의 고유 칭호 또는 "대왕"의 바리에이션에 해당하는 칭호로 채택될 수 있다.

### 존호로서의 대왕
단순히 군주 칭호로서의 의미를 지닌 대왕(Great King)이 아닌 위대한 업적을 남긴 군주에게 붙이는 존호로서의 대왕은 본래 위대한 업적을 남긴 인물들을 의미하는 위대한 X(the Great)가 한자 문화권으로 유입되는 과정에서 대왕으로 번역된 경우로, 이 칭호는 위대한 업적을 남긴 인물이라면 그 대상이 군주가 아니더라도 붙일 수 있으며, 한자 문화권에서는 이 경우 대 XXX(이름)로 번역하는 경향이 있다. 앞서 말했듯이 한자 문화권에서도 대왕이라는 칭호를 단순히 칭호로서 사용하였지만, 오늘날에는 단순한 칭호가 아닌 존호로서의 대왕을 가리키는 단어로 그 의미가 변화하며 위대한 업적을 남긴 군주만 대왕이라고 부르는 경우가 많다. 한국사에서 주로 대왕이라는 존호로 불리는 군주로는 광개토대왕, 문무대왕, 세종대왕 등이 있으며, 서양에서는 알렉산드로스 대왕 등이 대표적이다.

## 같이 보기
- 태왕
- 대제
- 대군 - 대공

## 주해
1. ↑  한자 문화권에서는 존호로서의 대왕과 대제를 구분하지만, 다른 문화권은 대왕이나 대제와 같은 존호들이 하나의 단어로 통일되어 있어 이 둘을 구분하지 않는다.